# Olimpia Elbląg
Olimpia Elbląg is een voetbalclub uit de stad Elbląg in Polen. De club speelt in de Poolse eerste liga. De clubkleuren zijn geel-wit-blauw.

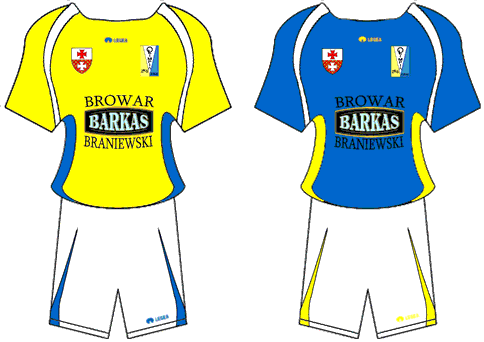
Huidige tenue

## Naamsveranderingen
- 1945 : Opgericht als Syrena Elbląg
- 1946 : Stocznia Elbląg
- 1946 : Olympia Elbląg
- 1946 : KS Tabory Elbląg
- 1949 : Ogniwo Elbląg
- 1949 : Stal Elbląg
- 1951 : Budowlani Elbląg
- 1951 : Kolejarz Elbląg
- 1954 : Spójnia Elbląg
- 1955 : Turbina Elbląg
- 1955 : Olimpia Elbląg
- 1955 : Sparta Elbląg
- 1956 : TKS Polonia
- 1960-1992 : ZKS Olimpia Elbląg
- 1992-2002 : Polonia Elbląg
- 2002-2004 : Polonia Olimpia Elbląg
- op 2004 : Piłkarski KS Olimpia Elbląg

## Bekende (oud-)spelers
- Bartosz Białkowski
- Maciej Bykowski
- Adam Fedoruk
- Jānis Intenbergs
- Krzysztof Kowalik
- Piotr Ruszkul
- Piotr Trafarski